# Route nationale M6 (Monténégro)
La route nationale M6 (en monténégrin:Magistralni put M-6) est une route nationale du Monténégro.

## Description
Le M-6 mesure environ 127 kilomètres de long.
La route nationale M6 part de la route nationale M3 à Jasenovo Polje.
Elle s'étend d'abord vers l'est jusqu'à Šavnik, puis plus au nord dans la région de Durmitor jusqu'à Žabljak et par le pont de Đurđevića Tara jusqu'à Pljevlja et jusqu'à la frontière entre le Monténégro et la Serbie.
En Serbie, la route nationale M6 est prolongée par la route magistrale M29 jusqu'à Prijepolje.

## Histoire
Lorsque le Monténégro faisait partie de la Yougoslavie, l'actuelle M-6 faisait partie de plusieurs routes, dont la route principale yougoslave M8.
Cette route allait de Foča à Novi Pazar.
Après l'éclatement de la Yougoslavie et l'indépendance du Monténégro, les routes ont conservé leur numéro au Monténégro.
En 2016, les routes du Monténégro ont été réaménagées, la M-6 étant constituée de parties des R-4, R-5 et M-8.

## Tracé
| Km     | Villes           | Carte interactive |
| ------ | ---------------- | ----------------- |
| 0 km   | Ranče Frontière  |                   |
| 9 km   | Trlica           |                   |
| 14 km  | Pljevlja         |                   |
| 51 km  | Đurđevića Tara   |                   |
| 71 km  | Žabljak          |                   |
| 76 km  | Virak            |                   |
| 80 km  | Pošćenski Kraj   |                   |
|        | Tunel Ivica (en) |                   |
| 98 km  | Šavnik           |                   |
|        | Kruševice        |                   |
| 127 km | Jasenovo Polje   |                   |